# Toxochelys
Toxochelys (/ tʊxʌkɛliːz /) is een geslacht van uitgestorven zeeschildpadden uit het Laat-Krijt. Het is de meest voorkomende gefossiliseerde schildpaddensoort in de Smoky Hill Chalk, in het westen van Kansas.

## Naamgeving
Twee soorten in het geslacht worden erkend, Toxochelys latiremis, gebaseerd op holotype AMNH 2362,  en Toxochelys moorevillensis, gebaseerd op holotype CNHM P27330, gevonden op de Moore Brothers Farm.
De typesoort Toxochelys latiremis werd in 1875 benoemd door Edward Drinker Cope. De geslachtsnaam betekent 'boogschildpad'. De soortaanduiding betekent 'met de brede riemen'.
Toxochelys bauri Williston, 1905, gebaseerd op het skelet YPM 1786, is een synoniem van Ctenochelys stenoporus. Hetzelfde geldt voor Toxochelys serrifer, Toxochelys procax Hay, 1905, en Toxochelys elkaden Hay, 1905. Toxochelys tenuitesta (holotype FMNH P27361) en Toxochelis arcis (holotype FMNH P27354), beide benoemd door Zangerl in 1953, kunnen ook geldige soorten zijn.

## Beschrijving
Toxochelys was ongeveer twee meter lang.  

## Fylogenie
Fylogenetische analyse toont aan dat Toxochelys behoren tot een uitgestorven overgangslijn van schildpadden tussen moderne zeeschildpadden en andere schildpadden.